# Tina Mion
Tina Mion, född 26 augusti 1960 i Washington, D.C. i USA, är en amerikansk målare.
Tina Mion växte upp i Washington D.C. Hon studerade under två års tid på Paier College of Art i Hamden i Connecticut, och tillbringade långa perioder på resor utanför USA, bland annat i Sri Lanka och Indien. Hon bor sedan andra hälften av 1990-talet i Winslow i Arizona. Där återöppnade hon och hennes man Allan Affeldt 1997 det byggnadsminnesförklarade La Posada Hotel, vilket invigdes 1930 och ingick i Fred Harvey Companys Harvey House-kedja. De har därefter under flera år renoverat byggnaden.
La Posada Hotel har en permanent utställning med Tina Mions konst.

## Media
- Dokumentärfilmen Tina Mion – Behind the Studio Door av David Herzberg, 2011[4]